# GNOME Commander
GNOME Commander is een geavanceerd bestandsbeheerprogramma met twee vensters voor GNOME, als alternatief voor het doorgaans onder de Linux-bureaubladomgeving GNOME gebruikte programma Nautilus. De gebruikersomgeving is geïnspireerd op die van Norton Commander. GNOME Commander is opensourcesoftware en wordt vrijgegeven onder de GPL.
Het programma is gebouwd met de GTK+-toolkit en GnomeVFS.

## Mogelijkheden
- GNOME-MIME-types.
- Ondersteuning voor FTP, SFTP en WebDAV.
- Toegang tot Samba.
- Diverse met de muis bedienbare menu's.
- Python-scripting.
- Snelle fileviewer voor tekst en afbeeldingen.
- Ondersteuning van metadata voor Exif, IPTC, ID3, Vorbis, FLAC, APE, OLE2 en ODF.
- Geïntegreerde opdrachtregel.
- Ondersteuning voor 40 talen.

## Gebruikersinterface
De gebruikersinterface is gebaseerd op Norton Commander. Bestanden kunnen worden gekopieerd of verplaatst van het actieve naar het inactieve paneel of binnen het actieve panel. Dit kan zowel met het toetsenbord als met de muis.